# Llista de museus i col·leccions del Baix Empordà
La següent llista de museus i col·leccions del Baix Empordà tracta sobre els diferents museus i col·leccions que hi ha a la comarca del Baix Empordà.

## Museus i col·leccions
| Museu                                                    | Ubicació                                                           | Fundació | Àmbit                              | Xarxa | Coordenades                                                  | Imatge |
| -------------------------------------------------------- | ------------------------------------------------------------------ | -------- | ---------------------------------- | --- | ------------------------------------------------------------ | ------ |
| Casa-Museu Castell Gala Dalí                             | Púbol (La Pera) Pl. Gala Dalí                                      | 1996     | Arts decoratives                   | | 42° 00′ 53″ N, 2° 59′ 00″ E / 42.01472°N,2.98333°E           |        |
| Museu d'arqueologia de Catalunya-Ullastret               | Ullastret, Afores, s/n. Puig de Sant Andreu                        |          | Arqueologia                        | Xarxa territorial de Museus de les Comarques de Girona | 42° 0′ 21.1″ N, 3° 4′ 47.5″ E / 42.005861°N,3.079861°E       |        |
| Museu de la Mediterrània                                 | Torroella de Montgrí, C/ d'Ullà 27-31                              | 1982     | Etnologia Arqueologia              | Museus de la Costa Brava Xarxa de Museus d'Etnologia Xarxa territorial de Museus de les Comarques de Girona Xarxa de Museus Marítims de la Costa Catalana AMMM (Associació de Museus Marítims del Mediterrani)                                                                                         | 42° 2′ 28.28″ N, 3° 7′ 27.85″ E / 42.0411889°N,3.1244028°E   |        |
| Museu de la Pesca                                        | Palamós, Edifici del Tinglado Port de Palamós Moll pesquer s/n     | 2002     | Etnologia                          | Museus de la Costa Brava Xarxa de Museus d'Etnologia Xarxa de Museus Marítims de la Costa Catalana Xarxa territorial de Museus de les Comarques de Girona ICOM (Consell Internacional de Museus) ICMM (International Council of Maritime Museums) AMMM (Associació de Museus Marítims del Mediterrani) | 41° 50′ 42″ N, 3° 7′ 36″ E / 41.84500°N,3.12667°E            |        |
| Museu del Suro                                           | Palafrugell, Pl. del Museu, s/n                                    | 1972     | Ciència i tècnica Art              | Museus de la Costa Brava Xarxa territorial de Museus de les Comarques de Girona | 41° 55′ 7″ N, 3° 9′ 54″ E / 41.91861°N,3.16500°E             |        |
| Terracotta Museu de Ceràmica de la Bisbal                | La Bisbal d'Empordà, C/ Sis d'Octubre 99                           | 1991     | Arts decoratives Ciència i tècnica | Museus de la Costa Brava Xarxa territorial de Museus de les Comarques de Girona | 41° 57′ 36″ N, 3° 02′ 26″ E / 41.96000°N,3.04056°E           |        |
| Museu d'Història de Sant Feliu de Guíxols                | Sant Feliu de Guixols, Pl. del Monestir s/n                        | 1919     | Història                           | Museus de la Costa Brava Xarxa de Museus Marítims de la Costa Catalana Xarxa territorial de Museus de les Comarques de Girona AMMM (Associació de Museus Marítims del Mediterrani) | 41° 46′ 38″ N, 3° 1′ 25″ E / 41.77722°N,3.02361°E            |        |
| Museu del Salvament Marítim                              | Sant Feliu de Guíxols, Pg. del Fortim.                             |          | Ciència i tècnica                  | Museus de la Costa Brava Xarxa de Museus Marítims de la Costa Catalana Xarxa territorial de Museus de les Comarques de Girona AMMM (Associació de Museus Marítims del Mediterrani) | 41° 46′ 48″ N, 3° 2′ 8″ E / 41.78000°N,3.03556°E             |        |
| Espai Carmen Thyssen                                     | Sant Feliu de Guíxols, Pl. del Monestir                            | 2012     | Artístic                           | | 41° 46′ 38″ N, 3° 1′ 25″ E / 41.77722°N,3.02361°E            |        |
| Fundació Josep Pla                                       | Palafrugell, C/ Nou 51                                             | 1990     | Biogràfic Literatura               | Espais Escrits. Xarxa del patrimoni literari català. | 41° 55′ 2″ N, 3° 9′ 38″ E / 41.91722°N,3.16056°E             |        |
| Fundació Cuixart                                         | Palafrugell, C/ Garriga 22                                         | 1998     | Arts decoratives                   | | 41° 55′ 06″ N, 3° 10′ 01″ E / 41.91833°N,3.16694°E           |        |
| Fundació Mascort                                         | Torroella de Montgrí, C/ Església 9                                | 2007     | Artístic Etnologia                 | | 42° 02′ 29.4″ N, 3° 07′ 33.4″ E / 42.041500°N,3.125944°E     |        |
| Museu Can Mario-Fundació Vila Casas                      | Palafrugell, Pl. Can Mario 7                                       | 2004     | Art Contemporani                   | | 41° 55′ 08″ N, 3° 9′ 58″ E / 41.91889°N,3.16611°E            |        |
| Museu Palau Solterra-Fundació Vila Casas                 | Torroella de Montgrí, C/ de l'Església, 10                         | 2000     | Fotografia Contemporània           | | 42° 2′ 30″ N, 3° 7′ 30″ E / 42.04167°N,3.12500°E             |        |
| El Gran Museu de la Màgia                                | Santa Cristina d'Aro, Av. de l'Església 1                          | 2002     | Màgia i Il·lusionisme              | | 41° 48′ 53″ N, 3° 0′ 05.2″ E / 41.81472°N,3.001444°E         |        |
| Museu Casa Cultura Ca la Pruna                           | Pals, C/ de la Creu                                                | 2015     | Etnologia                          | | 41° 58′ 13.7″ N, 3° 8′ 40.6″ E / 41.970472°N,3.144611°E      |        |
| Museu de la Confitura                                    | Torrent, Pl. Major s/n                                             | 2004     | Agroalimentari                     | | 41° 57′ 07.84″ N, 3° 07′ 41.05″ E / 41.9521778°N,3.1280694°E |        |
| Museu de la Joguina                                      | Sant Feliu de Guíxols, Rambla Vidal 48-50                          | 2000     | Etnologia                          | | 41° 46′ 54.88″ N, 3° 1′ 45.12″ E / 41.7819111°N,3.0292000°E  |        |
| Museu de la Nina                                         | Castell d'Aro, Pl. de Lluís Companys s/n                           | 1997     | Etnologia                          | | 41° 48′ 53.06″ N, 3° 1′ 51″ E / 41.8147389°N,3.03083°E       |        |
| Museu Rural - Col·lecció d'estris de pagès               | Palau-Sator, Pl. de la Mota 4                                      | 1996     | Etnologia                          | | 41° 59′ 20.9″ N, 3° 06′ 34.3″ E / 41.989139°N,3.109528°E     |        |
| Museu de la Sarsuela Enrique Sacristán                   | Santa Cristina d'Aro. Urb. Club de Golf Costa Brava, C/ Canigó 293 |          | Artístic Biogràfic                 | | 41° 48′ 10.2″ N, 2° 59′ 15.7″ E / 41.802833°N,2.987694°E     |        |
| Centre d'interpretació de la gastronomia                 | Palafrugell, Av. de la Generalitat 33                              |          | Gastronomia                        | | 41° 54′ 44.9″ N, 3° 09′ 07.6″ E / 41.912472°N,3.152111°E     |        |
| Centre d'Interpretació de Sa Perola                      | Palafrugell (Calella de Palafrugell) C/ de les Voltes, 4           | 2010     | Etnologia                          | | 41° 53′ 19.7″ N, 3° 11′ 04.8″ E / 41.888806°N,3.184667°E     |        |
| Conjunt de Sant Sebastià de la Guarda                    | Palafrugell, Muntanya de St. Sebastià s/n                          | -        | Arqueologia                        | | 41° 53′ 50″ N, 3° 12′ 10″ E / 41.89722°N,3.20278°E           |        |
| Col·lecció de diorames de Pessebre al Monestir de Solius | Solius (Santa Cristina d'Aro) Monestir de Santa Maria de Solius    | 1970     | Artístic Religiós                  | | 41° 48′ 53.2″ N, 2° 57′ 44″ E / 41.814778°N,2.96222°E        |        |